# Сан Ђузепе (Авелино)
Сан Ђузепе је насеље у Италији у округу Авелино, региону Кампанија.
Према процени из 2011. у насељу је живело 281 становника. Насеље се налази на надморској висини од 369 м.